# PNRC1
PNRC1‏ (Proline rich nuclear receptor coactivator 1) هوَ بروتين يُشَفر بواسطة جين PNRC1 في الإنسان.